# Kretinga
Neringa ( escoltar (?·pàg.), en alemany: Krottingen) és una de les 103 ciutats de Lituània, capital del districte municipal de Kretinga. Està situada a 12 km de l'est de la ciutat turística de Palanga junt el mar Bàltic.

## Història

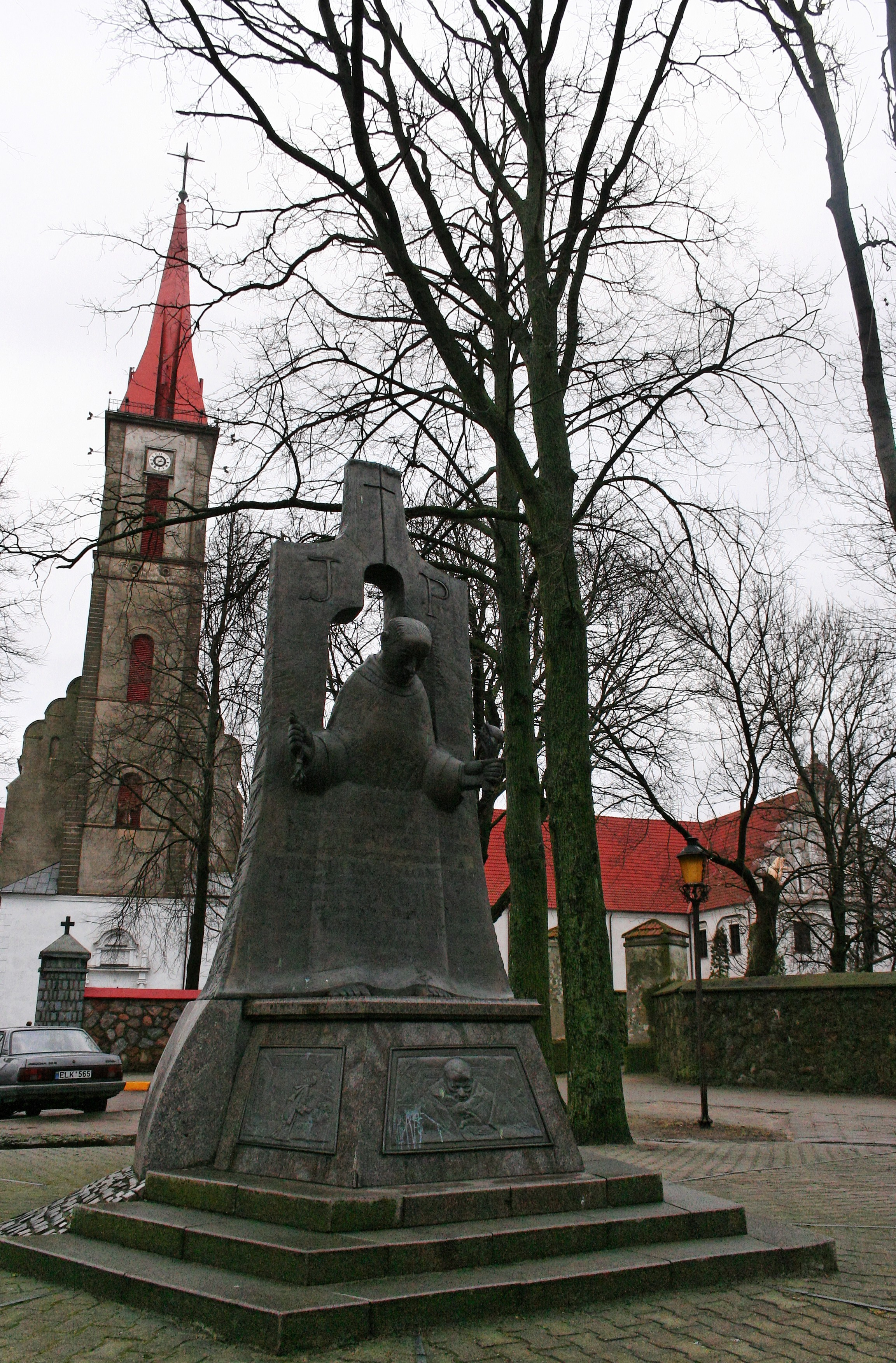
L'església i el monestir de Kretinga

Kretinga és una de les ciutats més antigues de Lituània. Va ser esmentada per primera vegada el 1253 com el «castell Cretyn» en una carta del bisbe Heinrich de la Curlàndia.
El 1602 Jan Karol Chodkiewicz va construir la primera església de fusta a Kretinga i va establir un monestir benedictí.Després d'uns deu anys, va ser construït un nou edifici de maó per a l'església que també va tenir un gran orgue. El 1610 es va obrir una escola de l'església sota la direcció del monjos.
El 1609 es va establir una nova ciutat al costat de l'antic poblet i li va ser concedit els drets de Magdeburg. Aquesta ciutat va adoptar un escut d'armes que representa la Verge Maria amb el Nen Jesús en braços, Segueix estant la patrona de Kretinga la Santíssima Verge Maria.